# Statue de Pouchkine à Odessa

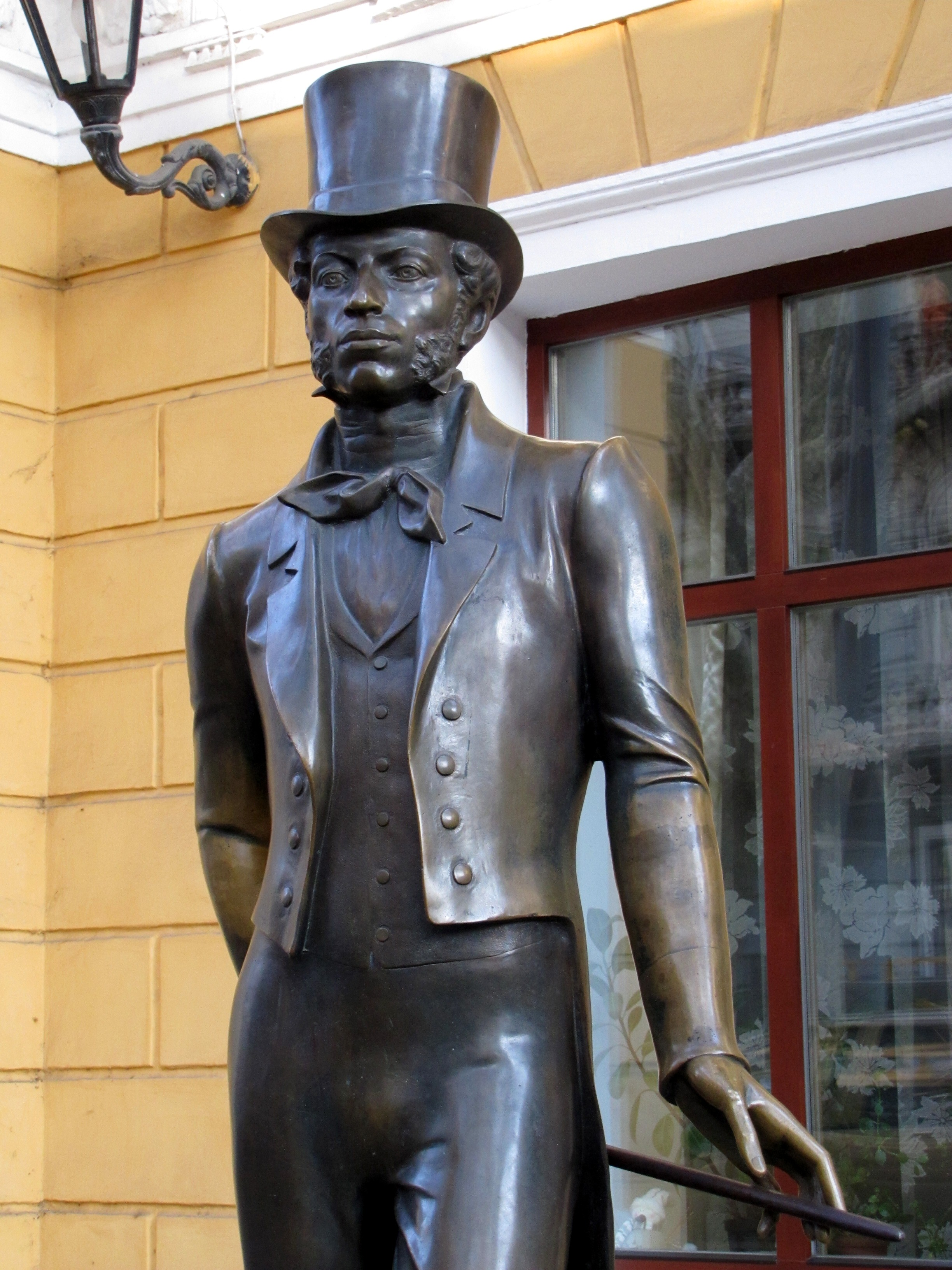
Statue de Pouchkine érigée en 1999 à Odessa.

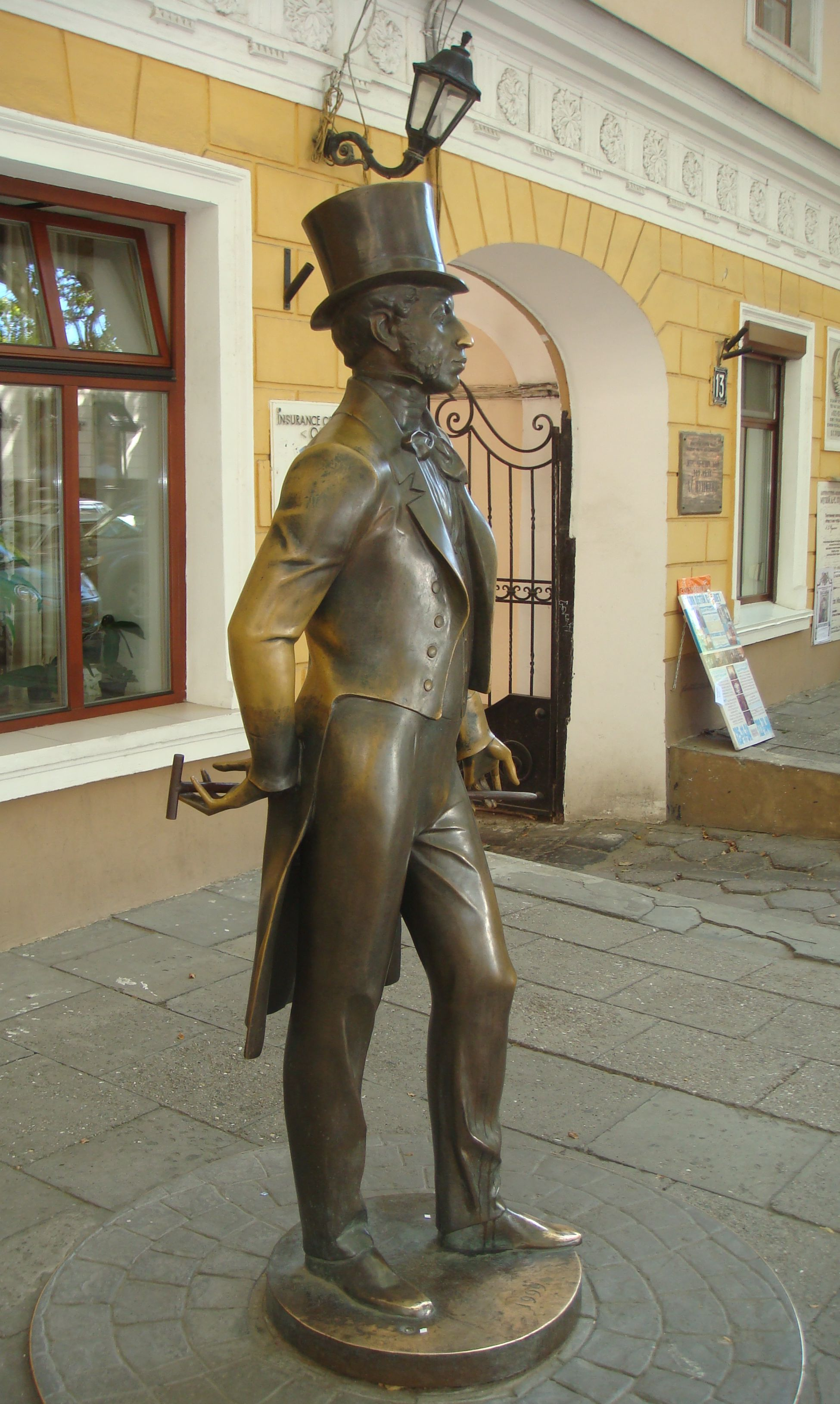
Vue de la statue de profil

La statue de Pouchkine à Odessa est une statue de bronze représentant le grand poète russe Pouchkine (1799-1837. Elle se trouve rue Pouchkine en face du numéro 13. C'est le second monument consacré au poète à Odessa.

## Historique
Cette statue a été érigée dans le cadre des commémorations en l'honneur du bicentenaire de la naissance du poète. Elle se trouve non loin de l'édifice qui abrite le musée Pouchkine et qui était autrefois l'hôtel du Nord, appartenant à Charles Sicard, où Pouchkine descendit lorsqu'il s'arrêta à Odessa en juillet 1823 pendant le premier mois de son séjour de treize mois dans cette ville.
Cette statue est l'œuvre du sculpteur odessite Alexandre Tokarev, qui est aussi l'auteur de statues de petit format que l'on trouve en ville, elle est inscrite au Registre national des monuments d'Ukraine.

## Description
La statue présente Pouchkine jeune homme en pied, habillé à la dernière mode de son temps (il avait vingt-quatre ans, lorsqu'il s'arrêta à Odessa), en frac avec un gilet, une cravate de soie autour du cou, et une chapeau haut-de-forme sur la tête. La statue ne repose pas sur un piédestal, mais sur un simple disque de bronze, à peine plus haut que le trottoir. Ainsi cela donne l'impression que Pouchkine, représenté à taille humaine, se trouve debout parmi les passants.
La canne qu'il tient en main derrière le dos a été trois fois l'objet d'actes de vandalisme et volée. Pour le deux-cent-dixième anniversaire de sa naissance, le 6 juin 2009, l'organisation odessite « Dozor » a fait don d'une nouvelle canne, mais au lieu d'être en bronze, elle est en acier et fixée en cinq points au reste de la statue. Depuis lors, elle n'a plus jamais été dérobée.